# Klaudia Tanner
Klaudia Tanner (Scheibbs, 1970. május 2. –) Ausztria védelmi minisztere.

## Életpályája
Jogot tanult a Bécsi Egyetemen.
1996 és 2001 között dolgozott az alsó-ausztriai parasztszövetségénél (Bauernbund), majd 2003-ig a belügyminisztériumban. Hét évig a Kapsch BusinessCom cégben dolgozott.
2011 és 2020 januárja között az alsó-ausztriai parasztszövetségének igazgatója volt.
2018. március 22-én az alsó-ausztriai parlament (Landtag) képviselője lett.